# Лугувалу
Лугувалу — село в Лакском районе Дагестана. Входит в Кулушацкое сельское поселение.

## Географическое положение
Расположено на территории Бабаюртовского района, в 41 км к востоку от села Бабаюрт.

## История
Указом Президиума Верховного Совета ДАССР от 23.02.1972 года на территории Бабаюртовского района, на землях закреплённых за колхозом имени ХХ партсъезда зарегистрирован новый населённый пункт Лугувалу.

## Население
| 1989 | 2002 | 2010 | 2021 |
| ---- | ---- | ---- | ---- |
| 0    | ↗41  | ↘40  | ↘3   |